# Melinka
Melinka este un târg din provincia Aisén, regiunea Aisén, Chile, cu o populație de 1.411 locuitori (2012) și o suprafață de  km2. 